# 班库拉
班库拉（Bankura），是印度西孟加拉邦Bankura县的一个城镇。总人口128811（2001年）。

## 人口
该地2001年总人口128811人，其中男性66333人，女性62478人；0—6岁人口13382人，其中男6796人，女6586人；识字率73.86%，其中男性为80.72%，女性为66.58%。